# Danny Kalb
Danny Kalb (* 9. September 1942 in Mount Vernon, New York; † 19. November 2022 in New York City, New York) war ein US-amerikanischer Gitarrist, bekannt als Gründer der Band Blues Project.

## Leben
In den 1960ern spielte Kalb Gitarre bei Aufnahmen u. a. von Phil Ochs, Judy Collins, Pete Seeger und Dave Van Ronk.
Aus dem Danny Kalb Quartett entstand Anfang 1965 das Blues Project mit Al Kooper, Steve Katz, Andy Kulberg, Roy Blumenfeld und Tommy Flanders. Die Band löste sich Ende der 1960er auf, fand in den 1970ern jedoch wieder zu Konzerten zusammen. 
Nicht vollständig geklärt ist Kalbs Rolle im gitarrenlastigen Ensemble Dan & Dale (meist als „The Sensational Guitars of Dan & Dale“ bezeichnet), das zwischen 1964 und 1966 vor allem für Diplomat Records tätig war und Sammlungen mit Filmmusik (Themes from Goldfinger and Zorba the Greek, Henry Mancini Favorites) ebenso wie Country & Western Hits oder romantische Songs (Moonlight Guitars) einspielte.
Auch nach der Jahrtausendwende war Danny Kalb immer noch in der Musikszene aktiv.
Danny Kalb starb im November 2022 im Alter von 80 Jahren in  New York City.

## Diskografie (Auswahl)
Siehe auch unter Blues Project.
- The Endeavor Jug Band (1963)
- The Blues Project (Danny Kalb solo) (1963)
- Ragtime Jug Stompers (1964)
- The New Strangers: Meet the New Strangers (1964)
- Barry Kornfeld – Danny Kalb – Artie Rose: The Folk Stringers (1964)
- The Sensational Guitars of Dan & Dale: Batman and Robin (1966, mit Jimmy Owens, Tom McIntosh, John Gilmore, Pat Patrick, Sun Ra, Steve Katz, Andy Kulberg, Roy Blumenfeld)
- Danny Kalb / Stefan Grossman: Crosscurrents (1968)
- Livin' with the Blues (1995)
- Live in Brooklyn! (2006)
- I'm Gonna Live the Life I Sing About (2009)